# شلما بيت قيدرا
شلاما بيث قدرة ( سلامة ابنة قدرة ، Classical Mandaic: ࡔࡋࡀࡌࡀ ࡐࡕ ࡒࡉࡃࡓࡀ، رومنة: Šlama pt Qidra ) ، والمعروفة أيضًا باسم شلما بيث قدرا ،  كانت كاهنة وكاتبة مندائية نشطت حوالي عام 200 ميلادي . وُجد اسمها في بيانات مخطوطات جينزا اليسرى ، والتي لا تحمل اسم زازاي من جوازتا .  :33
شلاما بيث قدرا هو أقدم كاتب مندائي ورد اسمه في سجلات المندائيين ، ويعود تاريخه إلى ما قبل زازاي من جوازتا ( fl. 270 م ) على مدى عدة أجيال .  :4